# Almodis I de La Marche
Almodis I de La Marche, Almodis in francese (... – 1117 circa), fu Contessa de La Marche dal 1098 alla sua morte.

## Origine
Secondo il Chronicon sancti Maxentii Pictavensis, Chroniques des Eglises d'Anjou, Almodis era la sorella del Conte de La Marche, Bosone III, che, sempre secondo il Chronicon sancti Maxentii Pictavensis, Chroniques des Eglises d'Anjou, era figlio primogenito del Conte de La Marche, Adalberto II e della moglie, Ponzia, di cui non si conoscono gli ascendenti.
Ancora secondo il Chronicon sancti Maxentii Pictavensis, Chroniques des Eglises d'Anjou Adalberto II de La Marche era figlio primogenito del Conte de La Marche, Bernardo I e della moglie, Amelia de Rasés (? - † 1053); secondo altre fonti la madre di Almodis potrebbe essere anche Amelia di Montignac (ca. 989 -† ca. 1072) oppure Amelia d'Aulnay (ca. 990 -† ca. 1072), mentre altri la mettono in relazione con Ermengarda di Corson, viscontessa di Comborn (deducendolo dal documento n°97 del Cartulaire de l'abbaye d'Uzerche (Corrèze). Il nome della madre, ripreso da un documento del 1053 ("Almodis comitissa, filia que es Amelie comitisse") è citato dallo storico José Enrique Ruiz Domenec nel suo libro Quan els vescomtes de Barcelona eren, quando cita la figlia, Almodis, contessa di Barcellona, che riceve il giuramento di fedeltà dal vescovo di Barcellona, Guislaberto.

## Biografia
Alla morte di suo padre, Adalberto (Audebertus comes de Marchia), riportata dal Chronicon sancti Maxentii Pictavensis, Chroniques des Eglises d'Anjou, nel 1088 (MLXXXVIII), suo fratello, Bosone (Boso filius eius), essendo il figlio primogenito, gli succedette, come Bosone III, Conte de La Marche.
Verso il 1090, Almodis sposò Ruggero, che, secondo il monaco e storico inglese, Orderico Vitale, nel suo Historia ecclesiastica, era il figlio terzogenito del signore di Montgommery, visconte di Hiémois, Conte d'Alençon e Conte di Shrewsbury, Ruggero II di Montgommery, e della sua prima moglie, Mabel de Bellême; Ruggero era al suo secondo matrimonio ed era signore di un vasto dominio in Inghilterra, tra Yorkshire, Lincolnshire e Anglia orientale, come risulta dall Complete Peerage XI.
La morte di suo fratello Bosone (Boso comes de Marchia) viene riportata dal Chronicon sancti Maxentii Pictavensis, Chroniques des Eglises d'Anjou, nel 1091 (MXCI), precisando che fu ucciso (in battaglia) a Confolens (Confolento castro) e che, dato che non aveva eredi, gli succedette la sorella, Almodis (Aumodis soror sua).
Però, anche per il fatto che Almodis si trovava in Inghilterra, la contea fu governata dallo zio di entrambi, Oddone I, come ci viene confermato dal documento n 93, datato 1092, del Cartulaire de l'abbaye d'Uzerche (Corrèze), in cui il conte Oddone (Oddo comes qui rater fuit Aldeberti Marchiæ comitis) fa una donazione in suffragio delle anime del padre, Bernardo, della madre, Amelia, dei nipoti, Bosone, e di due suoi fratelli, e del fratello, Adalberto II.
Lo zio, Oddone morì nel 1098, e Almodis poté  prendere possesso della contea, assieme al marito, Ruggero di Poitou.
Il marito, però, nel 1102, fu bandito dal regno d'Inghilterra, come risulta dalla nota d) di pag. 687 del Complete Peerage XI (non consultata).
Almodis governò col marito, Ruggero, e, negli anni successivi, venne citata in diversi documenti, sia del Cartulaire de l'abbaye d'Uzerche (Corrèze): il documento n° 98, datato 23 marzo 1112, inerente ad una donazione fatta col figlio, Bosone, il documento n° 99, datato 7 aprile 1113, in cui controfirma (Almodis comitissa mater Aldeberti) per una donazione fatta dai figli, Adalberto e Bosone, ed infine il documento n° 83, datato 1113 circa in cui viene citata assieme al marito Ruggero (Comite Rotgerio et eius uxore comitissa de Marchia); sia delle Chartes et documents pour servir à l'histoire de l'abbaye de Charroux: il documento n° XV, in data imprecisata, quando era ancora in vita il re d'Inghilterra, Guglielmo II Rufus († 1100), inerente a una donazione, fatta col marito Ruggero e il documento n° XXXIII, datato 1125 circa, che fa riferimento ad una donazione, del 1117, fatta assieme ai figli, Adalberto e Bosone.
Almodis morì verso il 1117, lasciando la contea al marito affiancato dal figlio primogenito, Adalberto.

## Discendenza
Almodis a Ruggero diede cinque figli:
- Adalberto[14] († 1168), Conte de La Marche[17]
- Bosone[14] († 1118)
- Oddone[18]
- Ponzia (Pontia filia Comitis de Marcha)[19], che sposò il conte d'Angoulême, Vulgrin II[19]
- Avise († dopo il 1149), che, come risulta dal Complete Peerage XI[9], sposò, prima, Guglielmo Peveril, e poi, Riccardo de Morville[18].

### Fonti primarie
- (LA) Chronicon sancti Maxentii Pictavensis, Chroniques des Eglises d'Anjou..
- (LA) Cartulaire de l'abbaye d'Uzerche (Corrèze)..
- (LA) Ruiz-Domenèc, J. E. (2006) Quan els vescomtes de Barcelona eren (Barcelona) (PDF) (archiviato dall'url originale il 20 dicembre 2014)..
- (LA) Archives historiques du Poitou. T. 1..
- (LA) Historia ecclesiastica, vol. II..
- (LA) Chartes et documents pour servir à l'histoire de l'abbaye de Charroux..
- (LA) Historia Pontificum et Comitum Engolismensium..

### Letteratura storiografica
- (FR) Alfred Richard, Les comtes de Poitou, tome I,..